# 河合浩蔵
河合 浩蔵（かわい こうぞう、1856年2月29日〈安政3年1月24日〉 - 1934年〈昭和9年〉10月6日）は主に明治・大正期に活躍した建築家。建築学会の前身造家学会の設立に尽力した。ドイツ留学より帰国後、司法省建築主任として現法務省の建設に携わる。その後関西を中心に活動し、ドイツ風の小寺家は重要文化財となっている。

## 略歴
武州東葛飾郡（埼玉県）に生まれ、江戸・本所（東京都墨田区）で幕臣の子として育つ。工部大学校造家学科でジョサイア・コンドルに建築を学び、1882年（明治15年）卒業（4期生、同期に中村達太郎、新家孝正、鳥居菊助）、工部省営繕局に入る。皇居造営事務局御用掛を務める。
1886年（明治19年）、臨時建築局に移る。造家学会創立発起人（創立委員）の傍ら官庁集中計画に関わり、議院建築の研究のため妻木頼黄、渡辺譲らとともにドイツに留学する。エンデ・ベックマン事務所に勤務。
1888年（明治21年）帰国後、司法省技師となり、司法省庁舎（エンデ・ベックマン事務所設計）の建設に従事した。また植田楽斎が発起人となり京都清水寺の近くに西郷隆盛像を建てる計画が立てられ、河合は像の設計者となったが発起人の植田楽斎が亡くなり実現しなかった。
1890年、内務省に移籍。1894年、外務省震災営繕事務嘱託。1896年、大阪控訴院および大阪地方裁判所庁舎設計事務嘱託。1897年退官、神戸地方裁判所の設計委嘱を機に神戸市に移住し、1899年、議院建築調査委員。1905年に河合建築事務所を開設。関西建築界では長老的な存在であった。(1927まで）
1908年、奈良ホテル、造幣局常繕工事監督嘱託。
1920年、都市計画神戸地方委員会委員を務めた。

## 主な作品
| 建造物名                          | 年                 | 所在地             | 状態                          | 備考                   |
| --------------------------------- | ------------------ | ------------------ | ----------------------------- | ---------------------- |
| 春木座                            | 1890年（明治23年） |                    |                               |                        |
| 大阪控訴院・大阪地方裁判所庁舎    | 1896年（明治29年） | 大阪市             | 現存せず                      |                        |
| 神戸地方裁判所庁舎                | 1904年（明治37年） | 兵庫県神戸市       | ファサード保存                |                        |
| ミカドホテル新館                  | 1906年（明治39年） | 兵庫県神戸市       | 現存せず                      | 後に鈴木商店本店       |
| 旧小寺家厩舎                      | 1910年（明治43年） | 兵庫県神戸市       | 重要文化財                    |                        |
| 旧造幣局火力発電所                | 1911年（明治44年） | 大阪市北区         |                               | （現・造幣博物館）     |
| 旧兼松商店本店（旧日濠会館）      | 1911年（明治44年） | 兵庫県神戸市       | 登録有形文化財                | （現・海岸ビルヂング） |
| 岩尾本社ビル                      | 大正時代           | 兵庫県神戸市       | 現存せず                      |                        |
| 岩井勝次郎邸                      | 1916年（大正5年）  | 兵庫県神戸市御影   | 現存せず                      |                        |
| 旧奥平野浄水場施設 旧急速ろ過場   | 1917年（大正6年）  | 兵庫県神戸市兵庫区 | 登録有形文化財                | （現・水の科学博物館） |
| 旧三井物産神戸支店                | 1918年（大正7年）  | 兵庫県神戸市       | 登録有形文化財 ファサード保存 | （現・海岸ビル）       |
| 旧報徳銀行大阪支店 （現新井ビル） | 1922年（大正11年） | 大阪市中央区       | 登録有形文化財                |                        |
| 横浜火災海上保険神戸支店          | 1927年（昭和2年）  |                    |                               |                        |

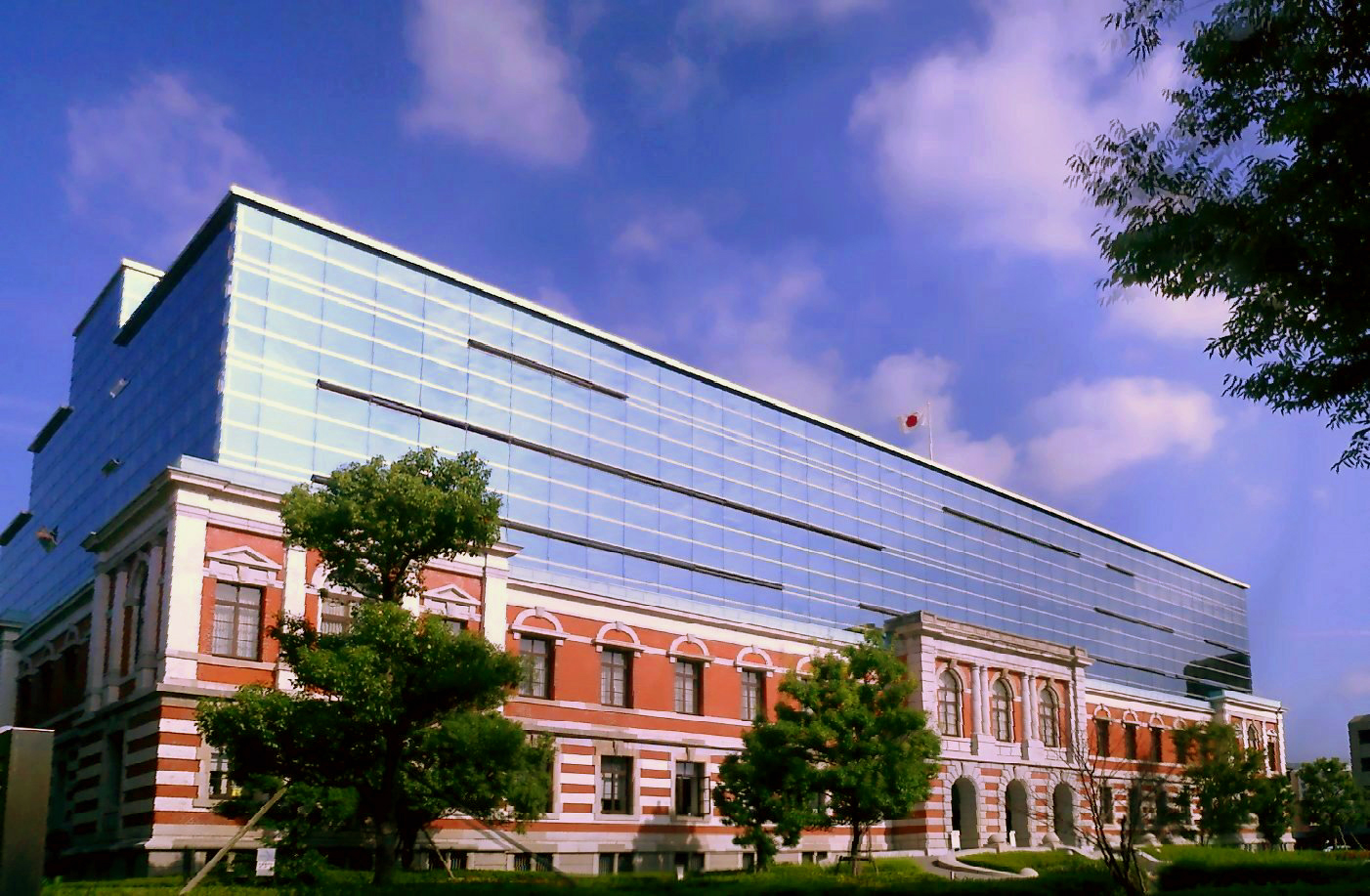
神戸地方裁判所庁舎（1904年）
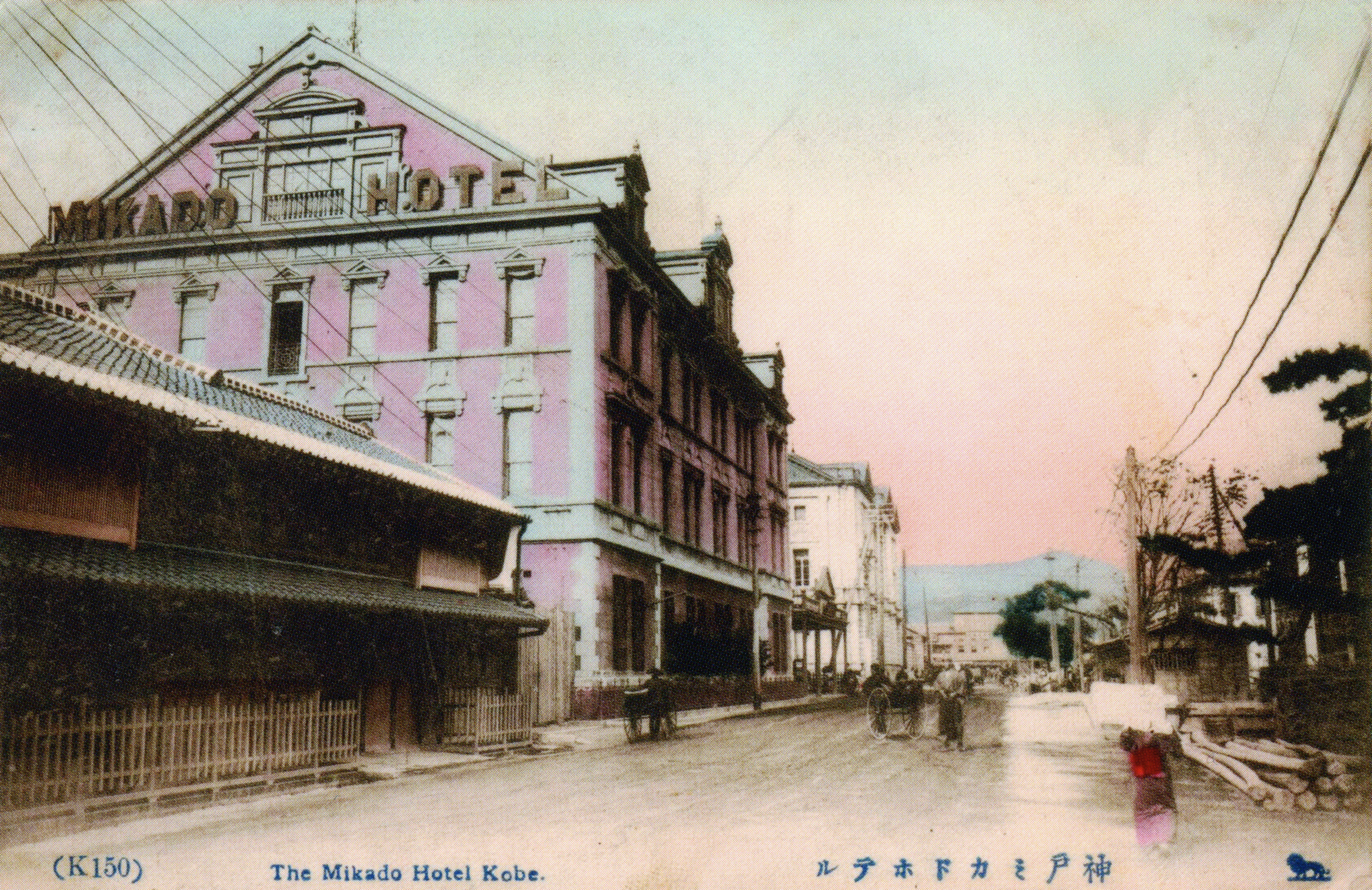
ミカドホテル新館（1906年）
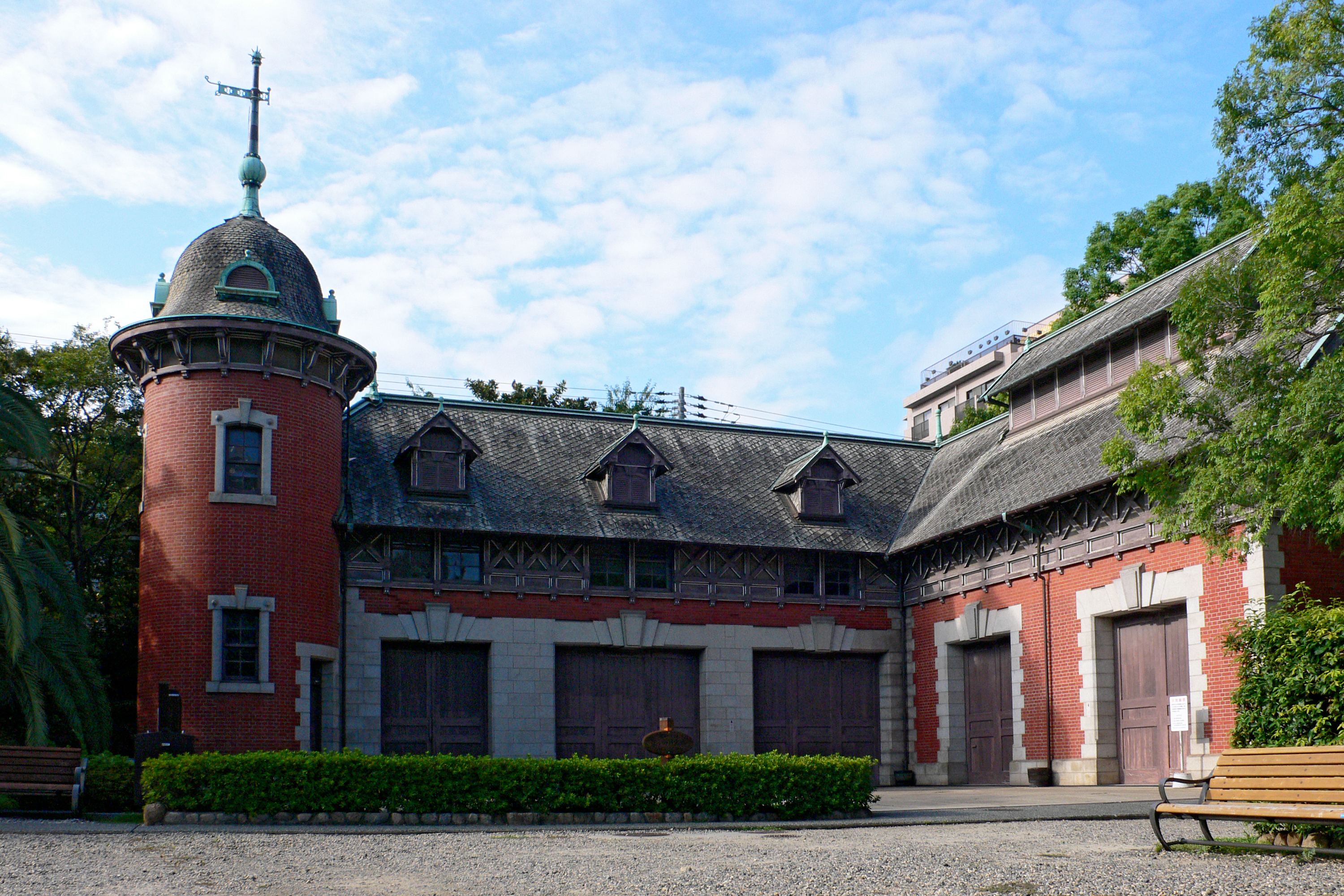
小寺家厩舎（1910年）
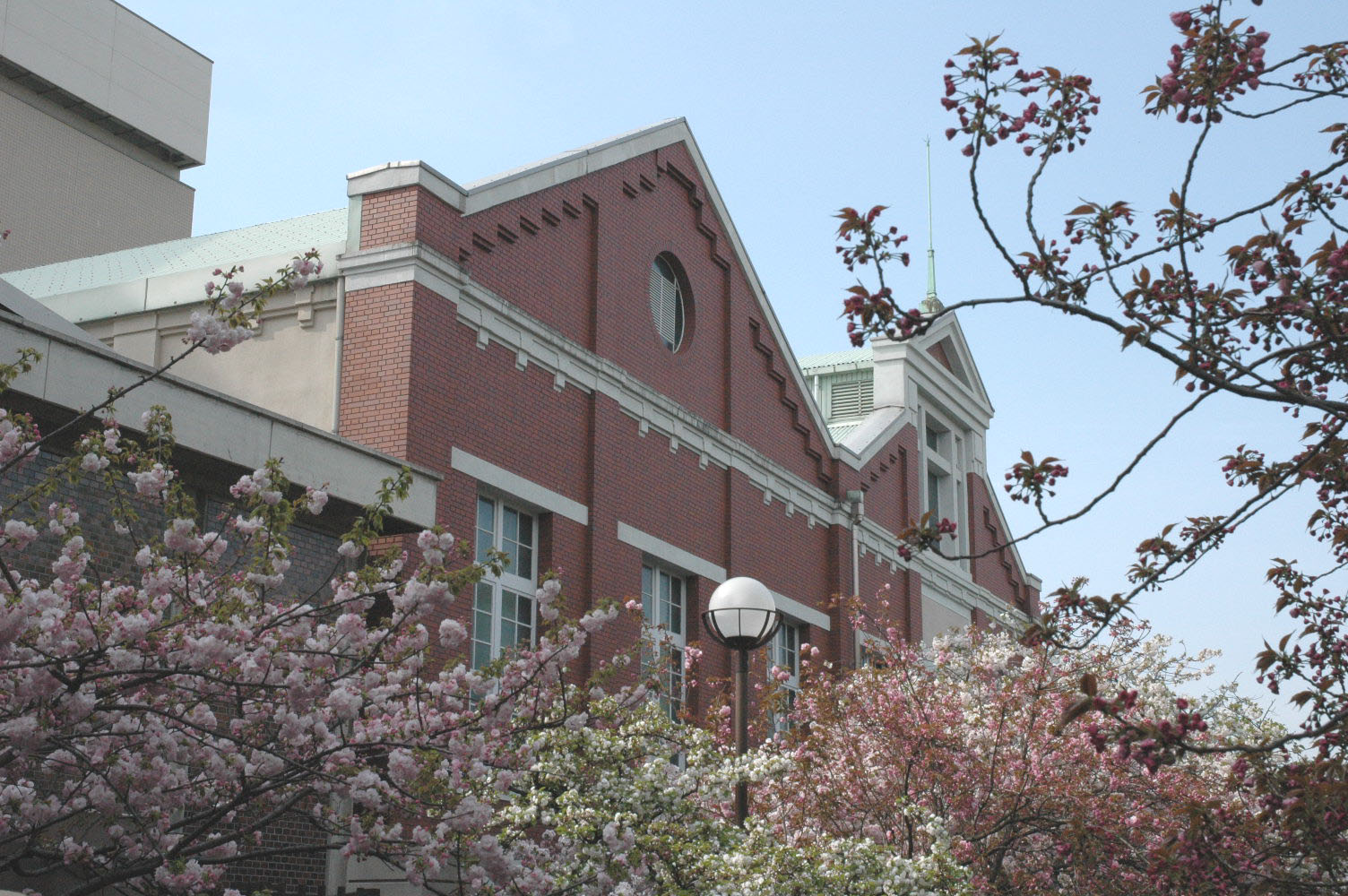
造幣博物館（1911年）
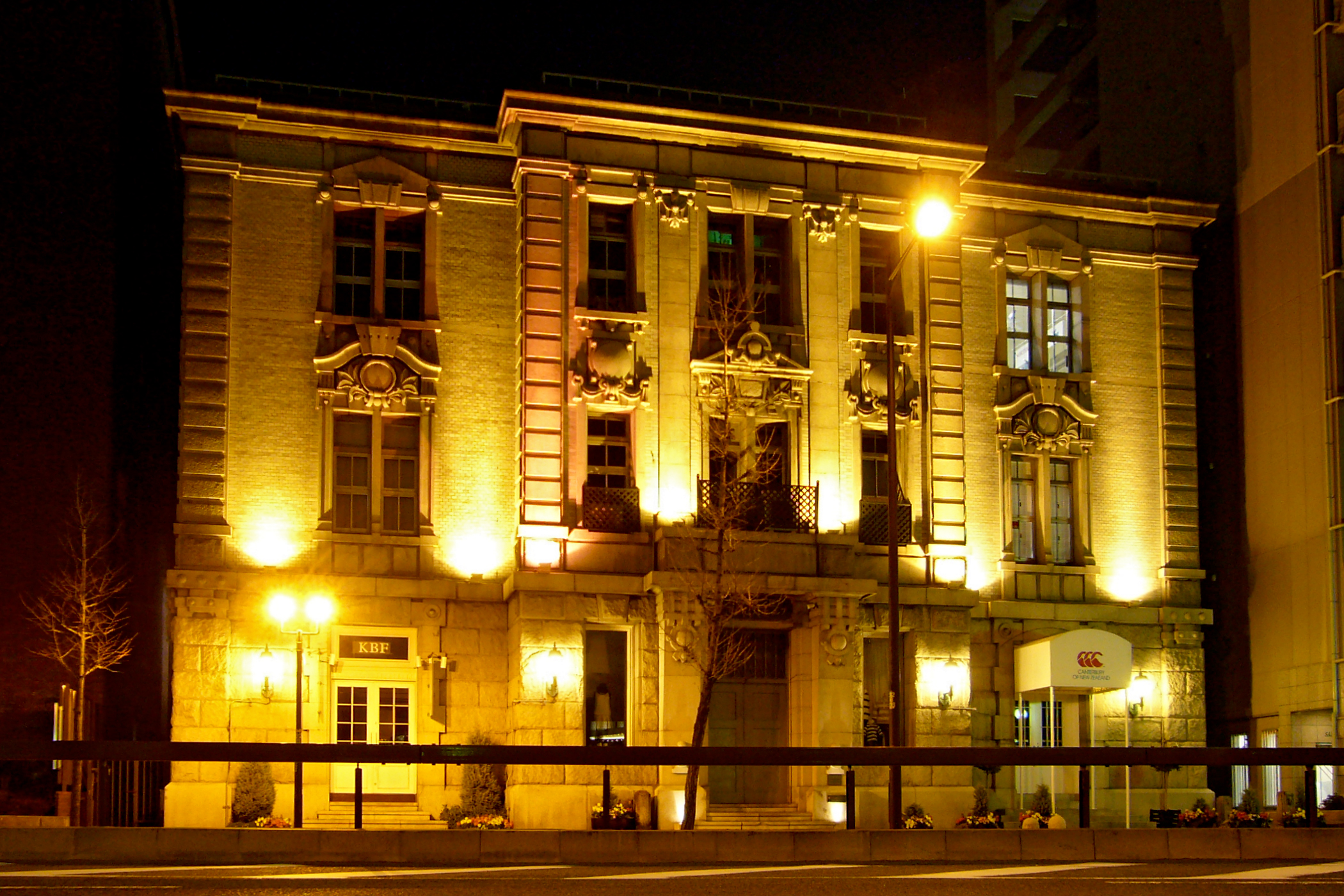
海岸ビルヂング（1911年）
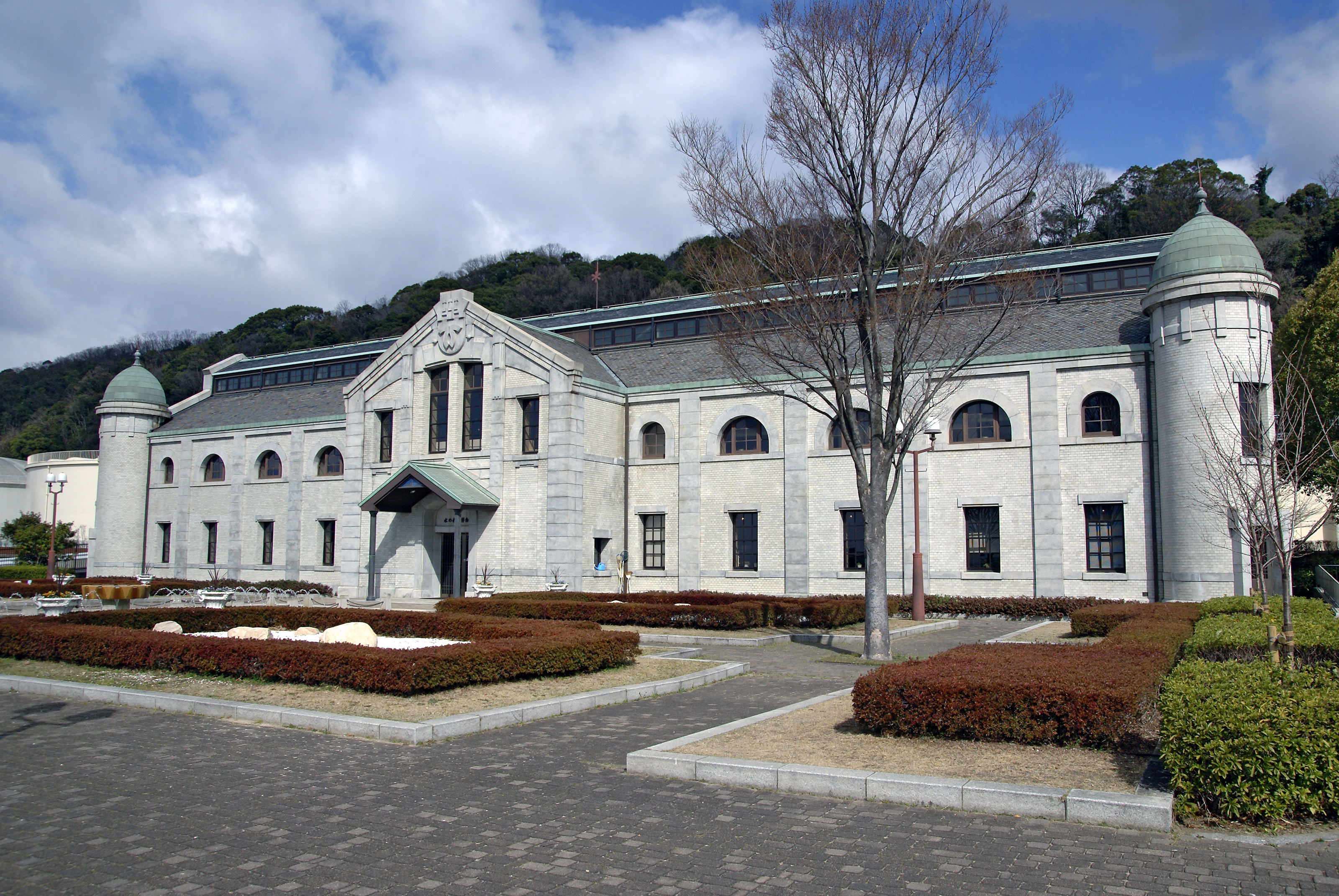
水の科学博物館（1917年）
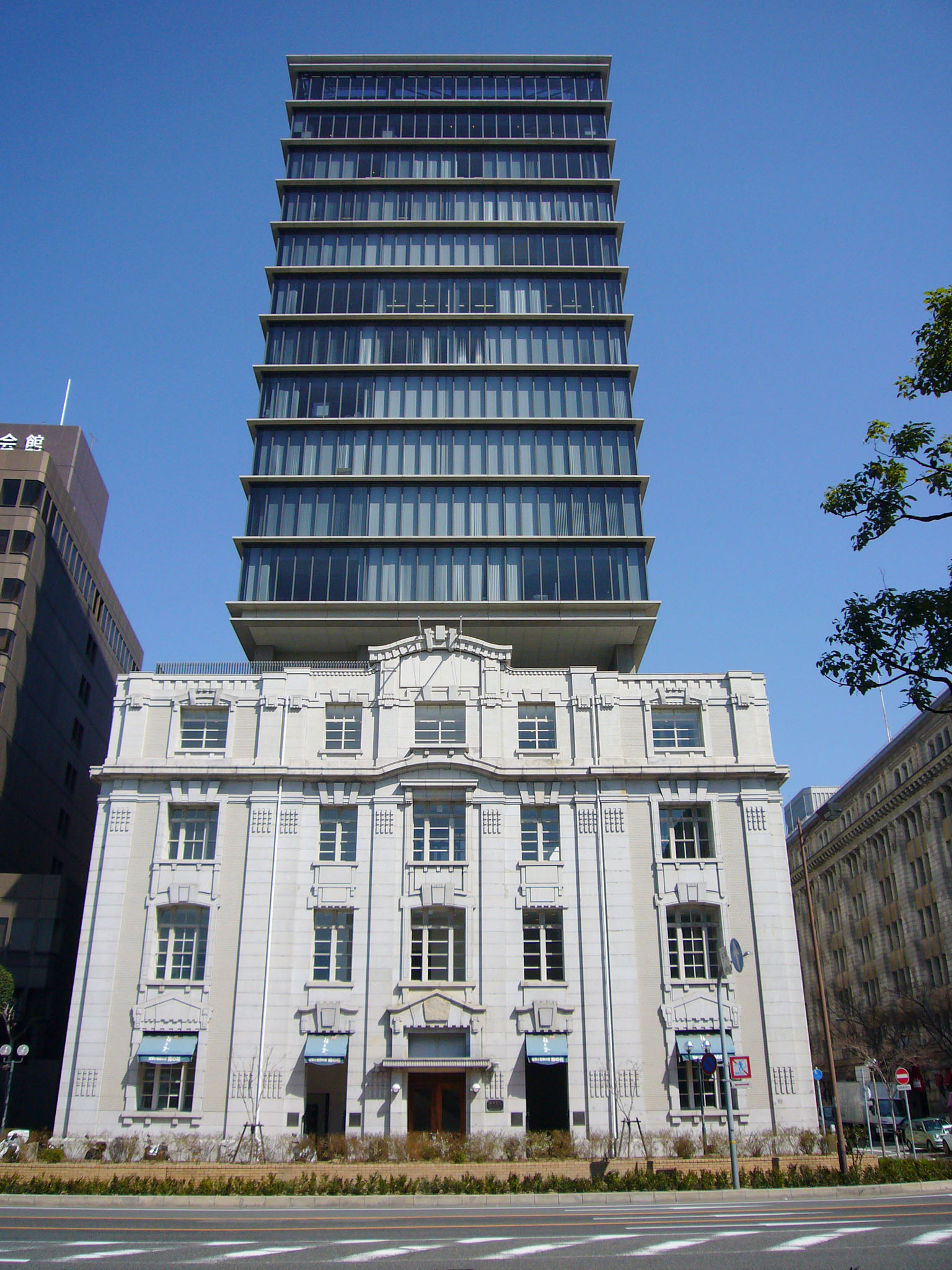
海岸ビル（1918年）
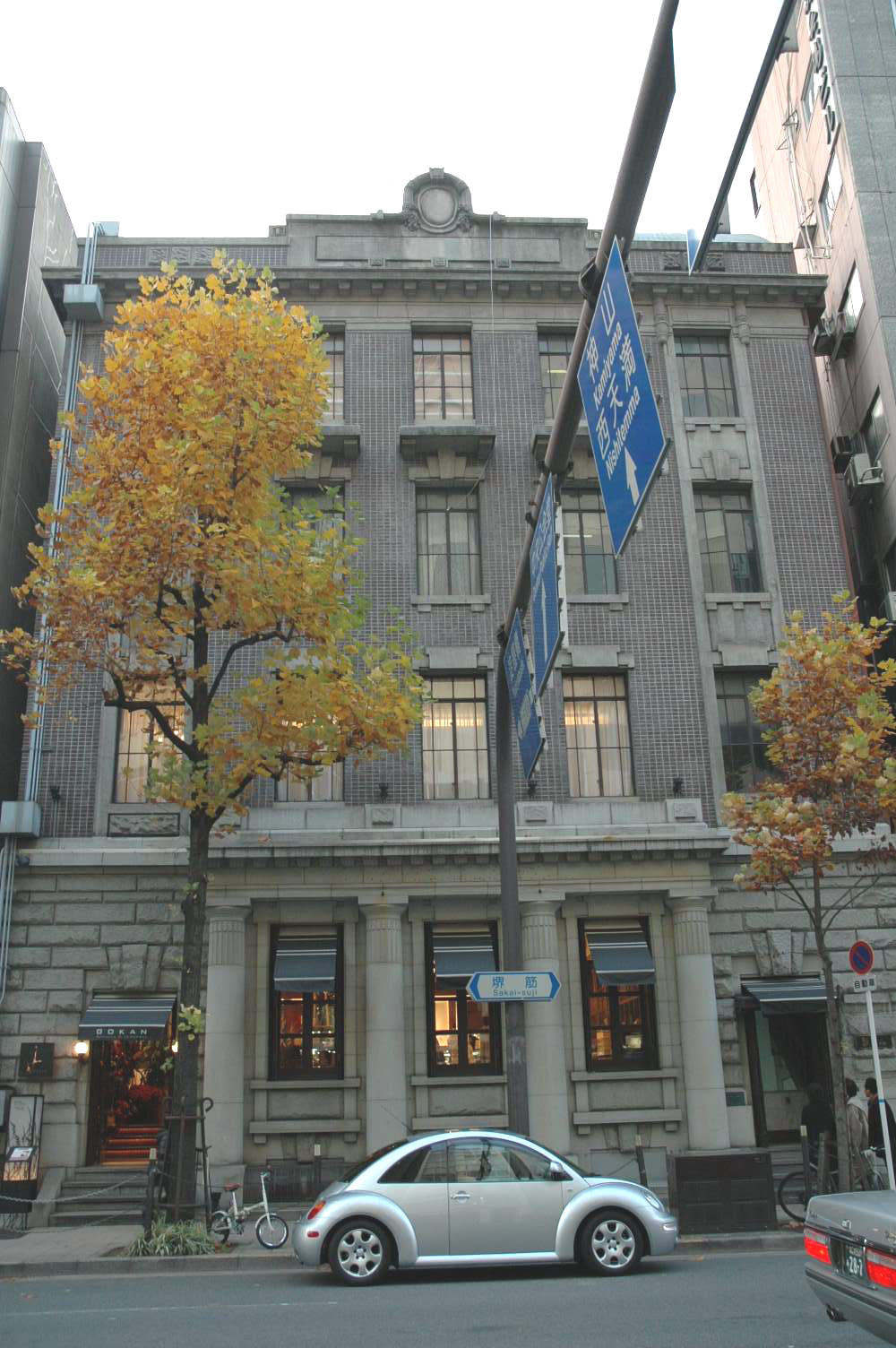
新井ビル（1922年）